# Maiorerus randoi
Maiorerus randoi – gatunek kosarza z podrzędu Laniatores i rodziny Phalangodidae. Jedyny znany przedstawiciel monotypowego rodzaju Maiorerus

## Występowanie
Gatunek endemiczny dla Wysp Kanaryjskich